# Garches
Garches là một xã trong vùng hành chính Île-de-France, thuộc tỉnh Hauts-de-Seine, quận Nanterre, tổng Garches. Tọa độ địa lý của xã là 48° 50' vĩ độ bắc, 02° 11' kinh độ đông. Garches nằm trên độ cao trung bình là 163 mét trên mực nước biển, có điểm thấp nhất là 98 mét và điểm cao nhất là 162 mét. Xã có diện tích 2,69 km², dân số vào thời điểm 1999 Zählung là 18.036 người; mật độ dân số là 6.705 người/km².

## Thông tin nhân khẩu
| 1936  | 1946  | 1954   | 1962   | 1968   | 1975   | 1982   | 1990   | 1999   |
| ----- | ----- | ------ | ------ | ------ | ------ | ------ | ------ | ------ |
| 7 472 | 8 828 | 10 447 | 13 244 | 14 217 | 17 998 | 18 094 | 17 957 | 18 036 |